# Legio I Minervia
Legio I Minervia (I легіон Мінерви) — римський легіон. Спочатку легіон носив прізвиська Flavia Pia Fidelis Domitiana: він отримав їх в нагороду за вірність, виявлену під час повстання Антонія Сатурнина. По смерті Доміціана він зберіг тільки титули Pia Fidelis («благочестивий і вірний»). За підтримку Александра Севера отримав титул Pia Fidelis Severiana Alexandriana. За імператора Максиміана Фракійця легіон отримує назву Legio I Minervia Maximiniana Pia Fidelis Antoniniana.

## Історія
Створений імператором у 82 році. У 89 році брав участь у придушенні заколоту Антонія Сатурнина. З цього моменту розташовувався у м. Монгутіак (сучасне м. Майнц, Німеччина). Потім був учасником війн з даками при імператорі Траяні — у 101–102 та 105–106 роках. Тоді його легатом був майбутній імператор Адріан. Легіонери цього легіону з imaginifer, значком у вигляді барана, зображені на колоні Траяна.
У 106 році він повернувся до провінції Нижня Германія, де у 112 році зайняв табір у кастрі Бонна (сучасне м. Бонн). Тут разом з XXX Переможним легіоном Ульпія займався охороною кордонів імперії по Рейну.
З 162 до 166 рік був учасником Парфянського походу імператора Луція Вера. У 166–175 та 178–180 роках брав участь у двох маркоманських війнах у складі армії імператора Марка Аврелія. Між цими військовими кампаніями у 173 році під орудою Дідія Юліана (майбутнього імператора) воював проти германського племені хаттів.
У 193 році підтримав Септимія Севера, а згодом бився за нього проти іншого претендента на трон — Песценнія Нігера. З 198 до 211 року стояв в Лугдунумі, столиці Трансальпійської Галлії. Після цього легіон брав участь у боротьбі за владу, підтримуючи імператорів Геліогабала та Александра Севера. У 231 році біля Бонни завдав поразки союзу германських племен.
З 260 до 274 року воював на боці володарів Галльської імперії. 

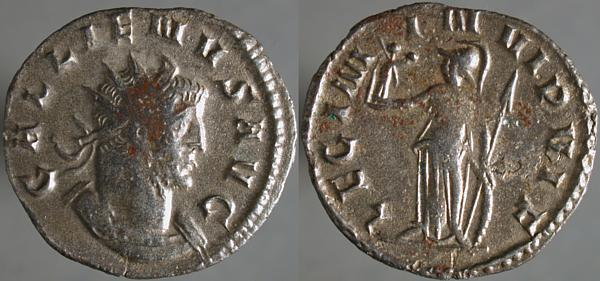
Монета імператора Галлієна із зображенням I легіону Мінерви

Його ім'я присутній на монетах імператорів Септимія Севера і Галлієна. Між 285 та 290 роках легіон брав участь у придушенні повстання багаудів у Галлії, боротьбі із піратами та проти узурпатора Караузія.
У 295 році знову опинився у Бонні (Нижня Германія), де виконував завдання з охорони кордонів імперії. Ці функції виконував до 353 року, коли вступив у боротьбу з германськими племенами франків, що здобули Бонну та, ймовірно, знищили легіон. Втім звіту про загибель легіону не збереглося.